# خاندان هالت
خاندان هالت نام خاندانی خیالی بر اساس داستانی از تالکین می‌باشد.
دومین خاندان از خاندانهای سه گانه اداین که اخلاف هالداد بودند. نام خاندان از اسم دختر هالداد اخذ گردیده است که هالادین (نام اصلی این خاندان) را از بلریاند شرقی به جنگل برتیل کوچاند.